# 닐 다이아몬드
닐 레슬리 다이아몬드(영어: Neil Leslie Diamond, 1941년 1월 24일 ~ )는 미국의 싱어송라이터이다.
〈Sweet Caroline〉, 〈Solitary Man〉, 〈I Am... I Said〉 등의 히트곡으로 세계적인 인기를 얻었다.
1984년 송라이터 명예의 전당에, 2011년 로큰롤 명예의 전당에 헌액되었다. 2012년에는 할리우드 명예의 거리에 올랐다.
2000년 송라이터 명예의 전당 평생공로상(Sammy Cahn Lifetime Achievement Award)을 받았다.
2018년 그래미 어워드 평생공로상(Grammy Lifetime Achievement Award)과 송라이터 명예의 전당 최고특별상(Johnny Mercer Award) 수상자로 선정되었다.

### 내용주
1. ↑  송라이터 명예의 전당에서 시상하는 특별상 중, 전당에 이미 올라있는 사람으로 자격이 제한되는 유일한 상이다. 따라서 가장 권위가 높게 여겨진다.

### 참조주
1. ↑  “Neil Diamond”. 《송라이터 명예의 전당》 (영어). 2022년 3월 7일에 확인함.
2. ↑  “Neil Diamond”. 《로큰롤 명예의 전당》 (영어). 2019년 2월 26일에 원본 문서에서 보존된 문서. 2019년 2월 25일에 확인함.
3. ↑  “Neil Diamond”. 《할리우드 명예의 거리》 (영어).
4. ↑  “Neil Diamond - Sammy Cahn Lifetime Achievement Award”. 《송라이터 명예의 전당》 (영어).
5. ↑  “Neil Diamond”. 《그래미 어워드》 (영어).
6. ↑  “Neil Diamond - Johnny Mercer Award”. 《송라이터 명예의 전당》 (영어).